# Дзецьмерово
Дзецьмерово (пол. Dziećmierowo, нім. Heßhausen) — село в Польщі, у гміні Курник Познанського повіту Великопольського воєводства.
Населення — 709 осіб (2011).
У 1975-1998 роках село належало до Познанського воєводства.

## Демографія
Демографічна структура станом на 31 березня 2011 року:
|          | Загалом | Допрацездатний вік | Працездатний вік | Постпрацездатний вік |
| -------- | ------- | ------------------ | ---------------- | -------------------- |
| Чоловіки | 349     | 78                 | 231              | 40                   |
| Жінки    | 360     | 79                 | 222              | 59                   |
| Разом    | 709     | 157                | 453              | 99                   |